# Empoasca edentula
Empoasca edentula är en insektsart som beskrevs av Young 1953. Empoasca edentula ingår i släktet Empoasca och familjen dvärgstritar. Inga underarter finns listade i Catalogue of Life.